# ムン・チェウォン
ムン・チェウォン（文彩元、1986年11月13日 - ）は、韓国の女優。身長168cm。本貫は南平文氏。秋溪芸術大学校美術学科中退。IOKカンパニー所属。

## 出演作品

### 映画
- うちの学校のET（2008年）イ・ウンシル役
- 神弓-KAMIYUMI- （2011年）チェ・ジャイン役
- あの人に逢えるまで（2014年）チェ・ヨニ役
- 今日の恋愛（2015年）キム・ヒョヌ役
- その日の雰囲気（2016年）ペ・スジョン役
- 風水師 王の運命を決めた男（2018年）チョ・サン役

### ドラマ
- 走れサバ! （2007年、SBS） - ミン・ユンソ役
- 風の絵師 （2008年、SBS） - チョンヒャン役
- 華麗なる遺産 （2009年、SBS） - ユ・スンミ役
- お嬢さまをお願い! （2009年、KBS） - ヨ・ウィジュ役
- ロードナンバーワン （2010年、MBC） - ミン・ヨンジン大尉役（特別出演）
- 大丈夫、パパの娘だから （2010年、SBS） - ウン・チェリョン役
- 王女の男 （2011年、KBS） - イ・セリョン役
- 優しい男（2012年、KBS） - ソ・ウンギ役[5]
- グッド・ドクター（2013年、KBS） - チャ・ユンソ役
- グッバイ ミスターブラック（2016年、MBC） - キム・スワン役
- クリミナル・マインド:KOREA（2017年、tvN） - ハ・ソヌ役
- ケリョン仙女伝～恋の運命はどっち!?～（2019年、tvN） - ソン・オクナム役
- 悪の花（2020年、tvN） - チャ・ジウォン役
- ペイバック～金と権力～（2023年、SBS） - パク・ジュンギョン役

## 受賞歴
- 2008年 第16回大韓民国芸能大賞 ドラマ放送部門 新人タレント賞（風の絵師）
- 2008年 SBS演技大賞 ベストカップル賞（ムン・グニョン)・ニュースター賞（風の絵師）
- 2011年 第48回 大鐘賞映画祭 新人女優賞（神弓 －KAMIYUMI－）
- 2011年 第32回 青龍映画賞 新人女優賞（神弓 －KAMIYUMI－）
- 2011年 KBS演技大賞 最優秀演技賞・人気賞・ベスト・カップル賞（王女の男）
- 2011年 第19回 大韓民国文化芸能大賞 ドラマ部門 最優秀演技賞
- 2011年 第19回 大韓民国文化芸能大賞 映画部門 優秀演技賞
- 2011年 コリア ライフスタイル アワード 今年のベストドレッサー
- 2011年 第3回 アジア ジュエリーアワード 俳優部門 ダイヤモンド賞
- 2011年 第27回 コリアベストドレッサー スワンアワード タレント部門
- 2012年 KBS演技大賞 最優秀演技賞・ベスト・カップル賞（優しい男）
- 2013年 第49回百想芸術大賞 テレビ部門女子人気賞
- 2013年 KBS演技大賞 中編ドラマ部門女子優秀演技賞・女子人気賞・ベストカップル賞